# Evarist Basiana i Arbiell
Evarist Basiana i Arbiell (Tàrrega, 1893 – Manresa, 1967) è stato un vignettista e pittore spagnolo, precursore in Manresa dei nuovi stili di impressionismo, cubismo e simbolismo.
Tra il 1912 e il 1922 si trasferisce a Barcellona dove studia disegno artistico presso la Scuola di Arti e Mestieri e Belle Arti, ottenendo la qualifica di eccellente. Frequenta il Quatre Gats e ha colto l'occasione per fare diversi viaggi a Parigi, dove s'impregnò dell'idealismo di Hegel, Nietzsche, delle idee naturiste, della teoria dell'evoluzione e, soprattutto, della le incisive incursioni nel cubismo di Picasso e Braque.
Nel 1927 iniziò la sua attività espositiva, presentando alle Gallerie Dalmau trentatré opere, che ebbero un'accoglienza positiva da parte della critica. Successivamente espone anche al  Salón de Primavera di Barcellona (1932), alla mostra degli artisti di Manresa tenutasi alla Galeria Catalònia (1934), alla "Peña de Arte" di Manresa (1934) e al Salo des independants di Barcellona (1936). Professore alla Scuola di Arti e Mestieri di Manresa fino al 1939, visse gran parte della sua vita a Manresa, dove dipinse paesaggi, nature morte e disegni di figura. Allo stesso tempo, Basiana non fu solo insegnante ma anche precettore privato della pittrice catalana Carmen Selves, influenzando la sua percezione razionale del colore.